# 托雷亚德拉达
托雷亚德拉达，是西班牙卡斯蒂利亚-莱昂塞戈维亚省的一个市镇。 总面积33平方公里，总人口121人（2001年），人口密度4人/平方公里。